# Schietpartij in Westroads Mall op 5 december 2007

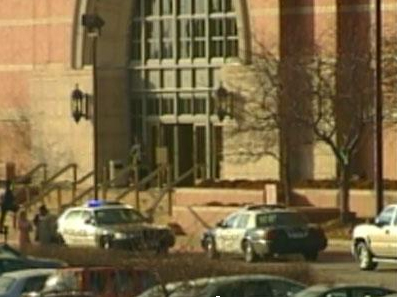
De Von Maur-winkel na de schietpartij

De schietpartij in Westroads Mall was een bloedbad dat plaatsvond op 5 december 2007 in Westroads Mall, een winkelcentrum in Omaha (in de Amerikaanse staat Nebraska). Bij de schietpartij vielen negen doden, waaronder de schutter. Daarnaast waren er vijf gewonden, waarvan twee kritiek. Het bloedbad werd aangericht door Robert A. Hawkins, die een zelfmoordbrief in het huis van zijn moeder achterliet.
Het is de dodelijkste schietpartij in Nebraska sinds de moorden van Charles Starkweather en diens vriendin in 1958, waarbij elf mensen om het leven kwamen.

## De schietpartij
Om 13:42 lokale tijd (CST) opende Robert A. Hawkins het vuur vanaf de derde etage van de Von Maur-winkel in het Westroads Mall-winkelcentrum. Hierbij kwamen acht mensen om het leven en raakten vijf gewond. Hierna pleegde hij zelfmoord. Hij gebruikte een AK-47.
De politie van Omaha vond een zelfmoordbrief in het huis van zijn moeder. Hawkins had een militair camouflagevest aan tijdens de schietpartij.
De politie arriveerde binnen zes minuten na een melding van iemand in het winkelcentrum. De schietpartij was toen al voorbij.

## De schutter
Robert A. Hawkins was in de week van de schietpartij ontslagen bij McDonald's. Ook hadden hij en zijn vriendin het recent uitgemaakt. Hij was in november 2007 gearresteerd wegens kleine misdrijven, waaronder het bezit van alcohol als minderjarige, en hij zou in december 2007 voor de rechter moeten verschijnen.